# Plecia bisulca
Plecia bisulca är en tvåvingeart som beskrevs av Hardy 1968. Plecia bisulca ingår i släktet Plecia och familjen hårmyggor. Inga underarter finns listade i Catalogue of Life.